# Stawki (Toruń)

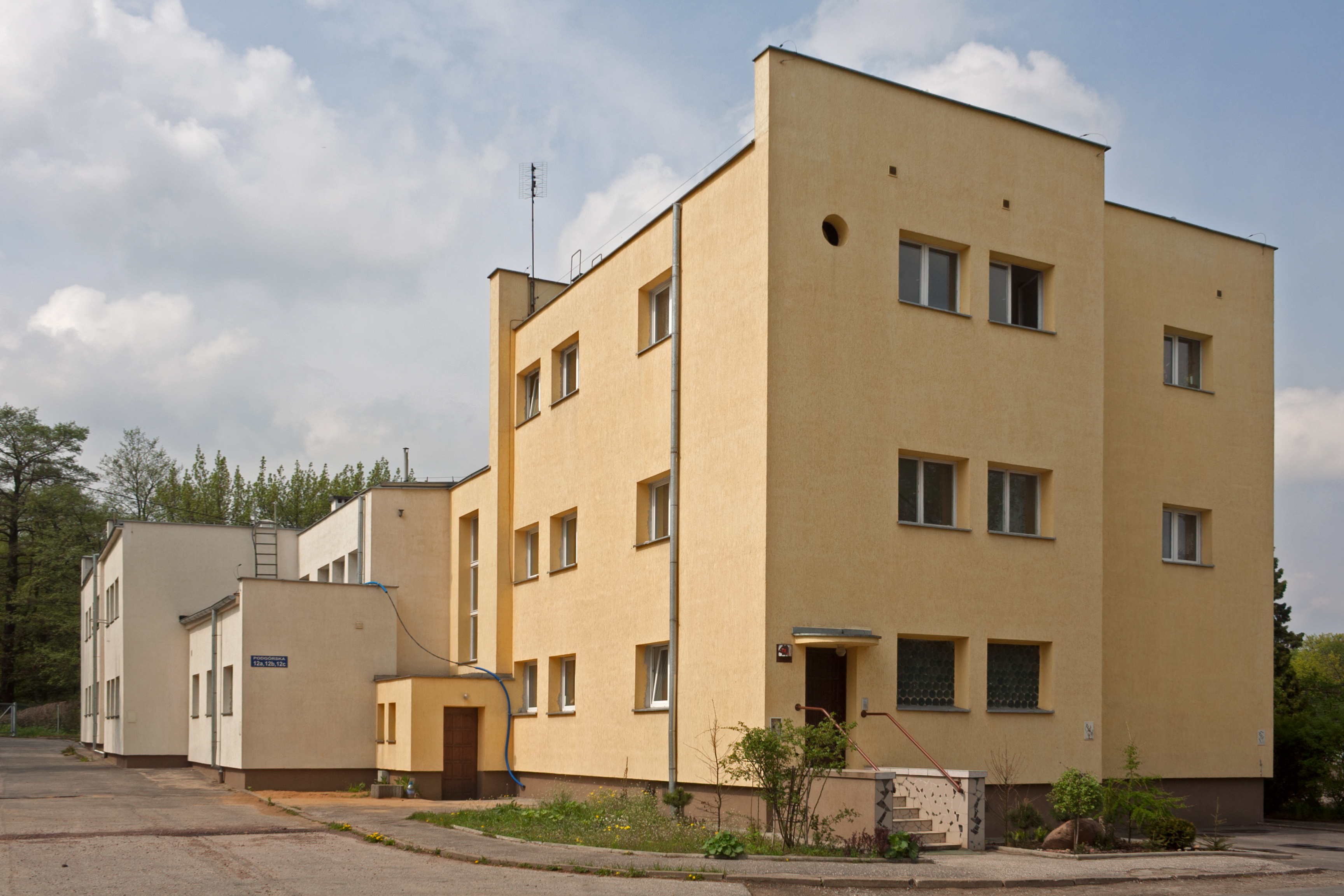
Była siedziba Pomorskiej Rozgłośni Polskiego Radia na Stawkach

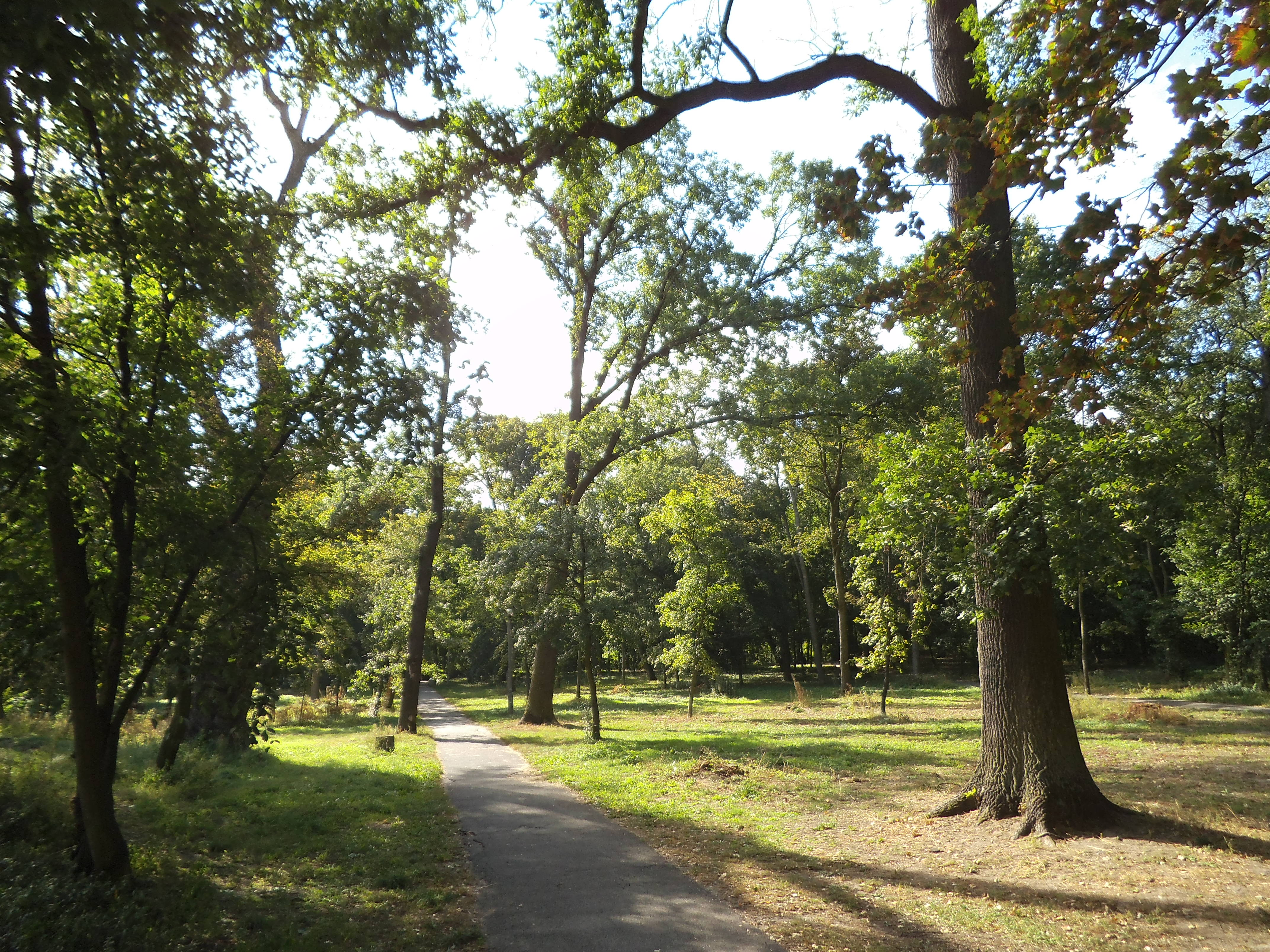
Fragment Parku Tysiąclecia

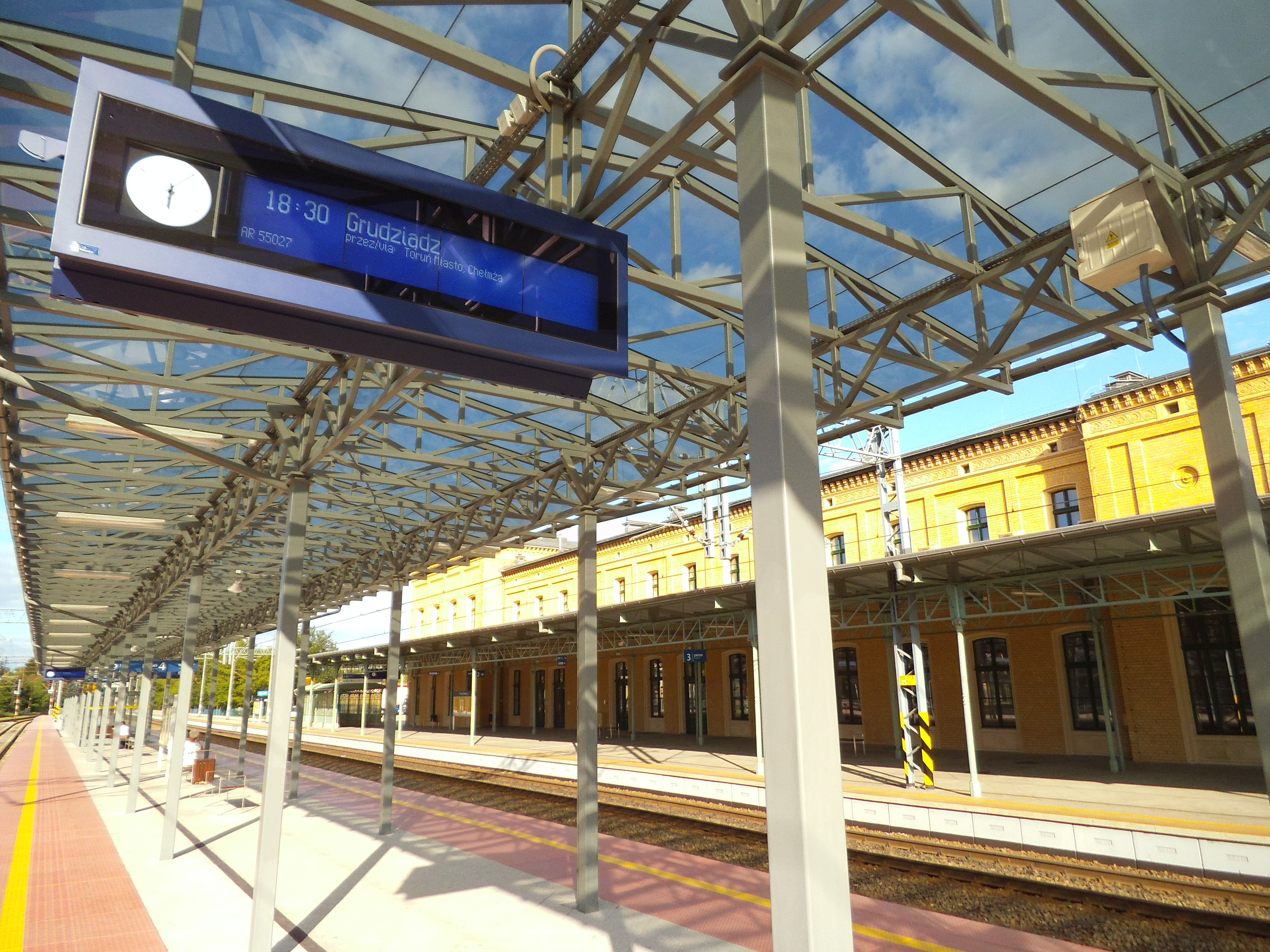
Fragment dworca Toruń Główny

Stawki – część urzędowa Torunia zlokalizowana na lewobrzeżu.

## Historia
Nazwa „Stawki” wywodzi się z istniejących na tym terenie wyrobisk z wodą powstałych w wyniku wydobycia iłów plioceńskich. Pierwsza wzmianka o Stawkach pochodzi z 1295 roku. Dawniej Stawki były komturstwem nieszawskim. W XIV i XV Stawki dzieliły się na Wielkie Stawki i Małe Stawki. Następnie była to wieś królewska. W XIX wieś rozwinęła się za sprawą budowy węzła kolejowego.
W XIX wieku na terenie Stawek powstały dwa forty: im. Karola Kniaziewicza (1882–1885) i Józefa Bema (1888–1892). Podczas budowy fortów wybudowano kanały odwadniające i zagospodarowano tereny budowlane.
W 1873 roku Stawki znalazły się w obwodzie Podgórz. Pod koniec XIX wieku powstał cmentarz ewangelicki. W 1905 roku w Stawkach mieszkało sześciu wojskowych, należących do garnizonu toruńskiego. 12 września 1907 roku nadburmistrz Torunia Georg Kersten zaproponował przyłączenie Podgórza, Stawek, Rudaku i Piasek do Torunia. W 1912 roku cmentarz ewangelicki zamknięto. W 1935 roku Stawki przyłączono do Podgórza. W tym samym roku na Stawkach wzniesiono 120 metrowy maszt Pomorskiej Rozgłośni Polskiego Radia oraz siedzibę toruńskiego oddziału radia. Jako część Podgórza, Stawki przyłączono do Torunia 1 kwietnia 1938 roku.
4 listopada 1939 roku Stawki przemianowano na Thorn Stäbchen. W 1945 wycofujący się Niemcy zniszczyli maszt radiowy. W 1974 roku zamknięto budynek Rozgłośni Polskiego Radia.

## Charakterystyka
Stawki dzielą się na cztery osiedla:
- osiedle pomiędzy Parkiem Tysiąclecia, Dworcem Głównym oraz Fortem Kolejowym,
- Stawki Północne (obszar wokół ul. gen. Kniaziewicza),
- Stawki Południowe (obszar wokół ul. Stawki Południowe),
- osiedle Piaski (na wschód od cmentarza i na zachód od torów kolejowych).

Większość domów na Stawkach to współczesna zabudowa. Przy ulicy gen. Hallera częściowo zachowały się zabudowania pochodzące z początku XX wieku i okresu międzywojennego, zamieszkałych przez urzędników, pracowników kolei i robotników. Przy ulicy gen. Hallera 2 mieści się domek o wiejskim charakterze, obłożony deskami, wybudowany w latach 70. XIX wieku. Dawniej w tym miejscu mieściła się plebania. Nowy budynek należał do toruńskich przedsiębiorców: Josepha Houtermansa i Carla Waltera. Po II wojnie światowej budynek należał do rodziny Szurpitów. Przy ulicy Kniaziewicza 28a mieści się budynek pochodzący z końca XIX wieku, w którym w 1889 roku mieszkał niemiecki historyk Reinhold Heuer.
Teren osiedla jest głównie płaski, choć znajdują się na tym terenie niewielkie pagórki.

## Ważniejsze budynki i zabytki
- Kościół Niepokalanego Poczęcia Najświętszej Maryi Panny w Toruniu – kościół oddany do użytku 31 października 1993 roku[22];
- zespół budynków dworca Toruń Główny[7];
- zabytki militarne: Fort Przyczółek Mostowy, Fort XII i Fort XIV[7];
- Park Miejski Tysiąclecia[7];
- Most kolejowy im. Ernesta Malinowskiego w Toruniu[7];
- Toruński Poligon Artyleryjski (na granicy Podgórza i Stawek)[7];
- koszary i zespół budynków wojskowych przy ul. Podgórskiej, pochodzące z przełomu XIX i XX wieku[7];
- schrony przy ul. Okólnej[7];
- budynek Rozgłośni Polskiego Radia[7];
- Szkoła Podstawowa nr 14[7];
- cmentarz katolicki przy ul. Włocławskiej[7];
- cmentarz ewangelicki przy ul. Łącznej[7];
- nieistniejący cmentarz komunalny przy ul. Turkusowej[23];
- figura Najświętszego Serca Jezusa przy rozwidleniu ulic Włocławskiej i Łódzkiej, poświęcona 5 października 1930 roku przez ks. Józefa Domachowskiego[24].